# Sasha Alex Sloan
Sasha Alex Sloan, pseudonimo di Alexandra Artourovna Yatchenko (in russo Александра Артуровна Ятченко?, Aleksandra Arturovna Jatčenko; Boston, 11 marzo 1995), è una cantautrice statunitense.

## Biografia
Nata a Boston, ha trascorso parte della sua vita in Siberia quando era bambina, per poi trasferirsi a Los Angeles all'età di diciannove anni con lo scopo di intraprendere la carriera da cantautrice. Nel 2019 ha fatto il suo debutto televisivo con il suo brano Older al Late Show with Stephen Colbert. Ha scritto canzoni per svariati artisti, tra cui Maggie Lindemann, Steve Aoki, Camila Cabello, Alma, Kygo, Charli XCX e Topic.
A partire dal 2017 ha iniziato a pubblicare musica anche in qualità di interprete, lanciando alcuni singoli. Nel 2018 ha firmato un contratto con RCA Records e pubblicato il suo primo EP Sad Girl, a cui ha fatto seguito sempre nel 2018 il suo secondo EP Loser. Sempre nel 2018 ha portato avanti il suo primo tour da headliner. Nel 2019 ha pubblicato il suo terzo EP Self Portrait, incentrato sul tema del «vivere bene con se stessi anche se si soffre d'ansia e non si ha voglia di andare in giro fra feste».
Il 3 aprile 2020 ha inciso insieme a Kygo I'll Wait, incluso nell'album del DJ Golden Hour. Il 7 agosto 2020 ha pubblicato il singolo Lie in qualità di primo estratto dal suo album di debutto Only Child, pubblicato il successivo 16 ottobre. Il 20 novembre 2020 ha pubblicato una nuova versione del suo brano Is It Just Me, questa volta in collaborazione con il cantante Charlie Puth. Ad aprile 2021 ha collaborato con Sam Hunt nel singolo When Was It Over?.

## Discografia

### Album in studio
- 2020 – Only Child
- 2022 – I Blame the World
- 2024 – Me Again

### EP
- 2018 – Sad Girl
- 2018 – Loser
- 2019 – Self Portrait

### Singoli
- 2017 – Ready Yet
- 2017 – Runaway
- 2018 – Fall
- 2018 – Hurt
- 2018 – Here
- 2018 – Sad Girl
- 2018 – Normal
- 2018 – The Only
- 2018 – Faking It
- 2018 – Chasing Parties
- 2018 – Older
- 2018 – Loser
- 2019 – Thoughts
- 2019 – Dancing with Your Ghost
- 2019 – At Least I Look Cool
- 2019 – Smiling When I Die
- 2020 – I'll Wait (con Kygo)
- 2020 – Lie
- 2020 – House with No Mirrors
- 2020 – Is It Just Me (feat. Charlie Puth)
- 2021 – When Was It Over? (feat. Sam Hunt)
- 2021 – Barcelona (con i Winnetka Bowling League)
- 2022 – WTF
- 2022 – I Blame the World
- 2022 – New Normal
- 2022 – Adult
- 2022 – Loop (con Martin Garrix e DallasK)
- 2023 – Hero (con Alan Walker)
- 2024 – Highlights
- 2024 – Me Again
- 2024 – Glad You Did
- 2024 – Go to Bed Sober (con Ryan Hurd)
- 2024 – Kids
- 2024 – Kiss Me (con King Henry)
- 2024 – Rest (con Dean Lewis)
- 2024 – Sleepwalking (con Zach Hood)

### Collaborazioni
- 2021 – Love Runs Out (Martin Garrix feat. G-Eazy & Sasha Alex Sloan)
- 2023 – Saving Me (Topic feat. Sasha Alex Sloan)